# 特拉法爾加冰川
72°28′S 168°25′E / 72.467°S 168.417°E
特拉法爾加冰川（英語：Trafalgar Glacier）是南極洲的冰川，位於維多利亞地，從勝利山脈向東流，最終注入塔克冰川，全長約60公里，該冰川由新西蘭探險隊命名。